# Martin Pedersen (wielrenner)
Martin Pedersen (Brøndby, 15 april 1983) is een Deens voormalig wielrenner.

## Belangrijkste overwinningen
2002
- Deens kampioen op de weg, Beloften

2004
- Deens kampioen op de weg, Beloften

2005
- Luik-Bastenaken-Luik U23
- 2e, 3e etappe Olympia's Tour
- 1e, 2e en 4e etappe Ringerike GP
- 2e etappe Ronde van Toscane U23
- GP San Giuseppe

2006
- 1e etappe + eindklassement Ronde van Groot-Brittannië

2007
- Bergklassement ENECO Tour

2008
- Omloop van het Houtland
- 4e etappe deel B Ronde van Slowakije
- 2e etappe Circuit des Ardennes
- 1e etappe Kreiz Breizh Elite

2009
- Ronde van Keulen
- 3e etappe Driedaagse van Vaucluse
- Grand Prix de la ville de Nogent-sur-Oise
- GP Cristal Energie

2012
- Eindklassement Ronde van China I

2013
- Circuit d'Alger

## Grote rondes
| Jaar | Ronde van Italië | Ronde van Frankrijk | Ronde van Spanje |
| ---- | ---------------- | ------------------- | ---------------- |
| 2010 | opgave           |                     | 129e             |

Arvesen ·
Bak ·
Basso ·
Blaudzun · 
Breschel ·
Cancellara   ·
Cuesta ·
Hoestov ·
Johansen ·
Julich ·
Klostergaard ·
Kroon ·
Ljungqvist ·
Lombardi ·
Luttenberger ·
Michaelsen · 
Müller ·
O'Grady ·
Pedersen ·
Peron ·
Piil ·
Roberts ·
Sastre ·
A. Schleck ·
F. Schleck ·
Sørensen · 
Vandborg ·
Vande Velde ·
Voigt ·
Zabriskie
Arvesen · Bak · Blaudzun · Breschel · Cancellara     · Cuesta · Goss · Haedo · Hoestov · Johansen · Julich · Klostergaard · Kolobnev · Kroon · Ljungqvist · Lund · Michaelsen (tot 15/04) · O'Grady · Pedersen · Roberts · Sastre · A. Schleck · F. Schleck · C. A. Sørensen · N. Sørensen · Vande Velde · Voigt · Zabriskie
Benítez · 
Brändle · 
Capecchi · 
Capelli · 
Cardoso · 
Celis · 
Cheula · 
Corti · 
Díaz  · 
Durán · 
Eibegger · 
Faiers · 
Felline · 
Gianetti · 
Gutiérrez Gutiérrez · 
Gutiérrez Palacios · 
Margaliot · 
Mata · 
Mayoz · 
Merino · 
Merlo · 
Pedersen · 
Pérez · 
Valls · 
Vitoria · 
Walker
Bennati ·
Cancellara     ·
Clarke ·
Denifl ·
Feillu ·
Fuglsang ·
Gerdemann ·
Klemme ·
Lund ·
Monfort ·
Mortensen ·
Nizzolo ·
O'Grady ·
Pedersen ·
Pires ·
Posthuma ·
Rohregger · 
A. Schleck ·
F. Schleck ·
Stamsnijder ·
Viganò ·
Voigt ·
Wagner ·
Wegmann ·
Weylandt (tot 09/05) ·
Zaugg ·
Selig (stagiair) 